# Funksignal
Ein Funksignal, auch Radiosignal, ist ein durch Funkwellen ausgesandtes Zeichen oder eine Zeichenfolge zur drahtlosen Übermittlung von Nachrichten.

## Arten
Es wird im Sender erzeugt, indem elektromagnetische Schwingungen hoher Frequenz im gewünschten Rhythmus moduliert und von der Antenne in den Raum ausgestrahlt werden. Unter Wirkung der Induktion entstehen auch in weit entfernten Empfangsantennen gleichartige, aber viel schwächere Schwingungen, die nach Verstärkung und Demodulation wieder weitgehend der originalen Zeichenfolge entsprechen.
Die Funktechnik verwendet codierte Signale, um Informationen wie Sprach- und Fernsehsendungen sowie digitale Datenströme drahtlos zu versenden. Um im Funkverkehr Wildwuchs zu vermeiden, werden die Funkfrequenzen in international zugeteilte Frequenzbänder aufgeteilt.
Es gibt auch natürlich entstandene Funksignale, z. B. die von Quasaren abgestrahlten Impulsfolgen, deren Analyse zur Vermessung von Erde und fernem Weltall dienen kann; die wichtigsten ihrer Frequenzbereiche werden vor technischer Nutzung geschützt. Natürlichen Ursprungs sind auch die von Blitzen in Gewittern hervorgerufenen, stoßartigen Wellenfronten; sie haben den Funkwellen sogar ihren Namen gegeben.

## Funktechnisch moduliertes Signal
Die Modulation (Aufprägung der Nachricht auf die Trägerwelle) kann auf verschiedene Art erfolgen:
- Amplitudenmodulation AM – über zeitliche Änderung der Wellen-Energie (meist für Mittelwellen, Kurzwellen und Bildübertragung)
- Pulsmodulation – Aussendung abgehackter „Wellenstöße“ (heute nur mehr selten verwendet)
- Frequenzmodulation FM – Änderung der Trägerfrequenz im Rhythmus des zu übertragenden Signals (meist bei UKW und Fernseh-Ton)
- Phasenmodulation PM – Änderung der Phasenlage.

Die genaue Modulationsart von Funksignalen wird nach einem Schema der Internationalen Fernmeldeunion (ITU) definiert, in dem neben den vier oben angeführten Methoden meist auch die Bandbreite des Signals festgelegt wird (z. B. 6 kHz beidseits der Sollfrequenz), die Signalart (z. B. digital) und die Informationsart (z. B. Telefonie oder Rundfunk).

## Wichtige Anwendungen
Am häufigsten dienen Funksignale der drahtlosen Übermittlung von Informationen, insbesondere:
- Telekommunikation: Telegrafie und Datenübertragung, mobile und Festnetz-Telefonie, Funklinks für Internet und lokale Computernetze, Amateur-, Flug- und Mobiler Seefunkdienst
- Rundfunk: Radio und Fernsehen, Teletext, Wetter- und Zeitdienste usw.
- Telemetrie: Datenübertragung, z. B. von Raumsonden oder zur Steuerung von Anlagen
- In der Wissenschaft auch zur
  - Analyse natürlicher Signale, z. B. von der Sonne und in der Radioastronomie
  - Laufzeitmessung von Ein- oder Zweiweg-Signalen (Messung von Zeitdifferenzen bei der Signalausbreitung): Meist für Zwecke der Ortung (vor allem Radar und GPS), aber auch elektromagnetische Distanzmessung in Geodäsie, Bauwesen und anderem.

## Geschichte
Die erste erfolgreiche Übertragung eines Funksignals über den Atlantik fand am 12. Dezember 1901 unter der Leitung des Italieners Guglielmo Marconi statt. Mittags um 12:30 Uhr fing eine an einem Drachen befestigte schwebende Antenne an der Küste Neufundlands in Kanada ein von der englischen Küste in Cornwall ausgesendetes Signal auf: Den Morsecode für den Buchstaben „s“. Dies war einer der wichtigsten Durchbrüche in der Geschichte der Telekommunikation und ebnete den Weg für drahtlose Kommunikation.

## In der Popkultur
In dem Lied des britischen Pop-Rock-Musikers Peter Gabriel aus dem Jahre 1977 Here Comes the Flood beschreibt Gabriel wie er am Anfang seiner Solo-Karriere vom Kurzwellenradio besessen war und immer wieder darüber staunte, wie die Funksignale stärker wurden, wenn das Tageslicht schwand. Dieses Phänomen wird als Tagesdämpfung bezeichnet. Gabriel schrieb außerdem 1978 den Song On the Air über eine fiktive Figur namens Mozo, einen von der Welt entfremdeten Außenseiter, der versucht, über das Medium Kurzwellen-Radio berühmt zu werden, indem er sich ein Alter Ego ausdenkt, das seinen Bestrebungen entspricht.